# الزعيم (مسرحية)
الزعيم، مسرحية كوميدية بطولة عادل إمام.

## القصة
تدور أحداثها حول حال أحد الحكام الديكتاتوريين في إحدى الدول العربية، وعن أحد أفراد الشعب الذي يشبهه تماما ويدعى زينهم.
يأمر الديكتاتور باعتقالهِ، وقبل تنفيذ ذلك يموت الحاكم، فتقوم الحاشية التي تستفيد من وجود الحاكم بتقديم زينهم الرجل البسيط الذي لا يستطيع أن يصمد في أي عمل لفترة نتيجة للتشابه الذي بينه وبين زعيم دولته الدكتاتور غير المحبوب، ولكنه يحصل أخيرا على عمل إذ يحاول أحدهم أن يخرج فيلما يحاول فيه أن ينال من الرئيس ويصوره على أنه حرامي فيختار زينهم لهذا الدور أيضا نظرا للتشابه بينه وبين الزعيم، فيجد أخيرا زينهم العمل ككومبارس في السينما، ولست أدري أن اختلف واقع حياته عن عمله، فهو من المهمشين في الحياة الذين لا دور يذكر لهم ووجودهم مثل عدمه. ذلك الرجل الذي من أقصى أحلامه الحصول على قوت يومه وأن يتخلص من مطاردة فتاة تريد أن تتزوجه. لا أعتقد أن زينهم راوده حلم أو أراد أن يكون لهُ دور في الحياة أبعد من وظيفة مستقرة ودخل ثابت. ولكن يأتي اليوم الذي فيهِ يستيقظ من نومهِ ليجد نفسه على فراش غير الفراش ومهنة غير المهنة.
ويتحول الكومبارس إلى زعيم لدولتهِ بسبب ذلك التشابه العجيب بين زعيم راحل خاف رجاله من بطش الشعب فوضعوا ذلك الكومبارس ليحل محله وليحكموا البلاد من خلالهِ.

## الشخصيات
- عادل إمام: شخصية رئيس الجمهورية وشخصية الشبيه زينهم.
- أحمد راتب: رستم رستم (نائب رئيس الجمهورية).
- يوسف داوود: زمباوي (سكرتير نائب رئيس الجمهورية).
- مصطفى متولي: نعيم (مدير عام المخابرات).
- رجاء الجداوي: سونيا (المسؤولة عن العلاقات الخاصة لرئيس الجمهورية).
- منال سلامة: قمر (سكرتارية مكتب الرئيس).
- عدد من الشخصيات الثانوية الأخرى ألحان الأغنيات الإستعراضية: كلمات / بهاء چاهين والموسيقى التصويرية / مودي الإمام

## عن المسرحية
نالت المسرحية إعجاب الجمهور بسبب جرأة موضوعها في انتقاد الأنظمة القمعية، بالإضافة للأداء الممتاز للممثلين. ولكن الانتقادات أتت من الحكام ومنع بعضهم أن تباع أشرطة وأقراص المسرحية في بلدانهم.
عرضت المسرحية من عام 1993 إلى عام 1999.
- القصة مستوحاة من فيلم الديكتاتور العظيم من إخراج و تأليف شارلي شابلن. 
- عنوان المسرحية صار لقب فنّي للمثل الرئيسي حيث يدعى "الزعيم" أو "زعيم الكوميديا"